# Muonionalustameteoriterna

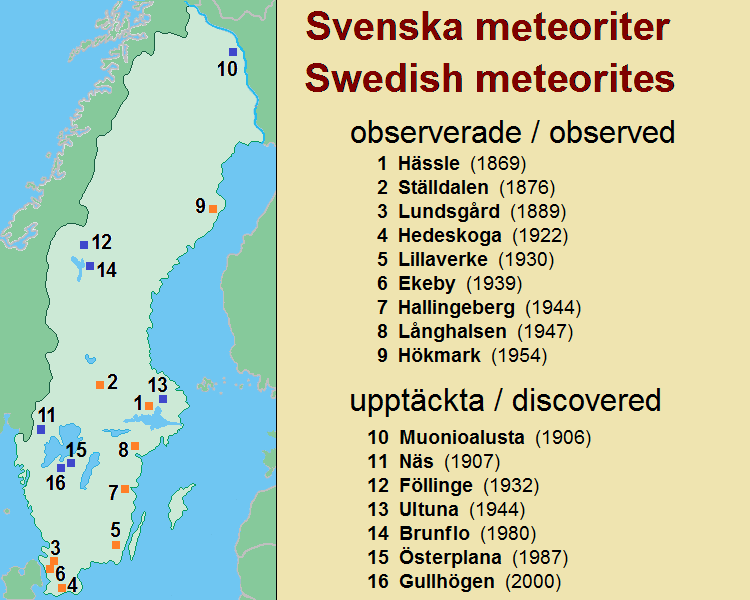
Karta över svenska meteoritnedslag,
Muonionalusta, 1906 (nr 10)

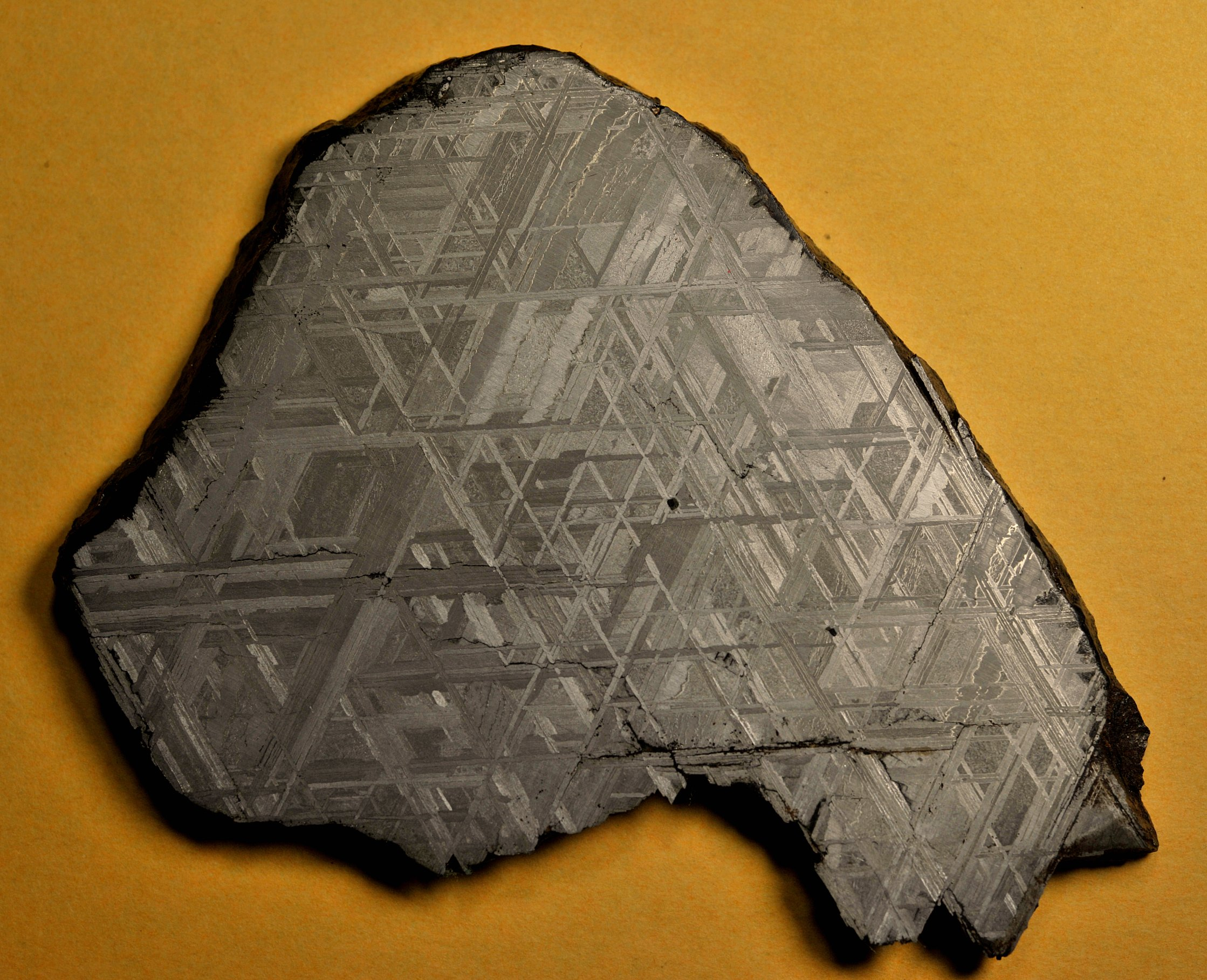
del (skivad) av en Muonionalustameteorit

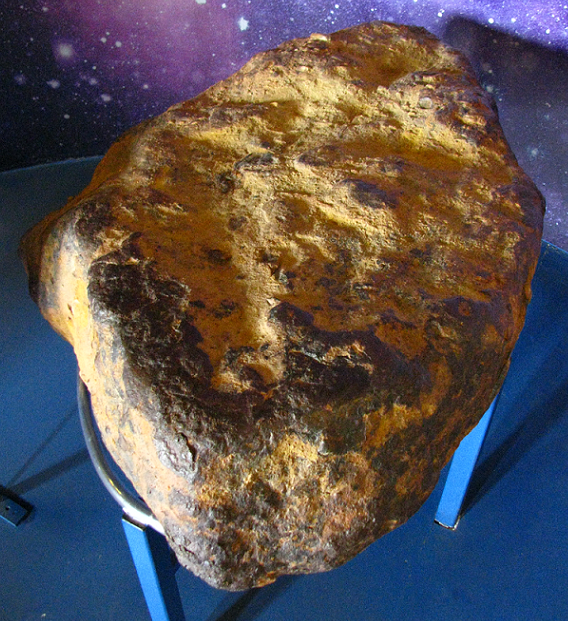
en av Muonionalustameteoriterna

Muonionalustameteoriterna är en samling järnmeteoritfynd som upptäcktes vid olika tillfällen i Pajala kommun i Norrbottens län. Den första hittades 1906. Meteoriterna är en av de få upptäckta meteoritnedslag i Sverige.

## Nedslagsplatserna
De upptäckte nedslagsplatserna sträcker sig från sjön Kitkiöjärvi till Muonionalusta i Muonionalusta distrikt i Pajala kommun i norra Norrbottens län.
Det första meteoritnedslaget (Muonionalusta I) upptäcktes sommaren 1906 nära Kitkiöjoki, meteoriten vägde ca 7,5 kg.
Den 15 augusti 1946 upptäcktes Muonionalusta II nära Kitkiöjoki, den meteoriten vägde ca 15 kg. Den 7 juni 1963 hittades sedan Muonionalusta III i samma område, den meteoriten vägde ca 6,20 kg. Därefter har flera fynd gjorts genom åren, den 8 juni 2008 hittades en meteorit nära Kitkiöjärvi. Fyndet gjordes av Thomas Österberg och Örjan Österberg och är det hittills största enskilda meteoritfynd i Sverige med en vikt om cirka 1 200 kg och en diameter av cirka 1 meter.
1909 analyserades den första meteoriten av Arvid Gustaf Högbom ("Über einen Eisenmeteorit von Muonionalusta im nördlichsten Schweden", Bulletin of the Geological Institute of the University of Upsala, 1909, vol IX, s 229–237), professor i mineralogi och geologi vid Uppsala universitet
1948 lämnade David Malmqvist (1904-1990) en utförlig beskrivning om meteoriten () i sin doktorsavhandling.
1970 lämnade även Frans E Wickman en beskrivning (Geologiska Föreningen i Stockholm Förhandlingar, 1970, vol 92, nr 3, s 404-405) om meteoriterna ("The muonionalusta meteorites, when and where did they fall?") och nedslaget.

## Meteoriterna
Meteoriterna är järnmeteoriter (oktahedrit) och består till största delen av järn och ataxit. 2003 rapporterade Dan Holtstam et al () även fynd av stishovit (en kiseldioxidförening) i meteoriterna.
Meteoriterna är ett av endast två kända järnmeteoritnedslag i Sverige, och när de hittades år 1906 beräknades de ha varit i marken i cirka 800 000 år och vara daterade till ca 4,5 miljarder år.
De flesta meteoriterna förvaras idag på Naturhistoriska riksmuseet (Enheten för mineralogi), däribland sedan 2014 en sten om 303 kg.
Den 19 oktober 2017 publicerade SVT en artikel om att en del av meteoriten på 26,5 kg ska läggas ut till försäljning. Slutpriset beräknas landa på cirka 200 000 kr.